# Flødstrup
Flødstrup er en lille landsby på det østlige Fyn beliggende i Flødstrup Sogn cirka 2 kilometer nord for Ullerslev og 8 kilometer syd for Kerteminde. Landsbyen ligger i Nyborg Kommune og hører til Region Syddanmark.
Den nord-syd gående amtsvej Kertemindevej der fører fra Kerteminde til Ullerslev går gennem byen. Der er busforbindelser i lokalområdet samt mod Nyborg, Kerteminde og Odense.
Flødstrup havde i mange år et forretningsliv med både brugs, købmand og slagter, men med tiden er disse butikker lukket. Fra 1962-2002 var der en maskinstation i byen, der stadig har gårde, men få fuldtidslandmænd. I byen er der en kirke Flødstrup Kirke (der også betegnes Vor Frue Kirke) med dertilhørende præstegård.